# Мохамед Латіф
Мохамед Латіф (араб. محمد لطيف, 23 жовтня 1909, Бені-Суейф — 17 березня 1990) — єгипетський футболіст, що грав на позиції нападника, зокрема, за клуб «Рейнджерс», а також національну збірну Єгипту. По завершенні ігрової кар'єри — тренер.

## Клубна кар'єра
У футболі дебютував виступами за команду «Замалек». 
Після чемпіонату світу, Латіф з ініціативи тренера Єгипту, шотландця Джеймса Маккре, переїхав в Глазго, де зіграв свій єдиний матч в шотландській лізі за «Рейнджерс» проти «Хайберніана» в сезоні 1935/36.
Завершив професійну ігрову кар'єру у клубі «Замалек».

## Виступи за збірну
Єгипет в березні 1934 року обіграв Палестину 7-1 в кваліфікації на ЧС-1934. Латіф двічі забив у цьому матчі і один раз у другій грі через три тижні на полі Хапоелю з Тель-Авіва, яку Єгипет виграв 4-1.
У складі збірної був учасником чемпіонату світу 1934 року в Італії, де зіграв проти збірної Угорщини (2-4), футбольного турніру на Олімпійських іграх 1936 року у Берліні, де зіграв проти Австрії (1-3).

## Кар'єра тренера
Розпочав тренерську кар'єру, очоливши тренерський штаб клубу «Замалек», який очолював до 1982 року, коли тренером клубу став Велибор Васович. 
Помер 17 березня 1990 року на 81-му році життя.